# Občina Bistra
Bistra je občina na Hrvaškem. Spada pod Zagrebško županijo, na jugu oz. jugozahodu meji na mesto Zaprešić (kraj Jablanovec; še južneje je naselje Ivanec Bistranski), na severu na občino Jakovlje z vasjo Kraljev vrh, preko katerega vodi cesta v Stubičke Toplice, občino v Krapinsko-zagorski županiji, s katero meji na severnih pobočjih Medvednice, tako kot z Mestom Zagreb na njenem slemenu oziroma in reko Krapino na zahodu, preko katere je naselje Pojatno in Kupljenovo na severozhodu, ki prav tako spadata pod mesto Zaprešić.   
Sedež občine je v naselju Poljanica Bistranska, v občini so še naselja (vasi) Gornja in Donja Bistra, Bukovje Bistransko, Novaki Bistranski, Oborovo Bistransko, ter vodotok (potok) Bistra, pritok Krapine, ki teče s severozahodnega pobočja Medvednice (Bistranska gora).

## Demografija
| Pregled števila prebivalcev po letih | Pregled števila prebivalcev po letih | Pregled števila prebivalcev po letih | Pregled števila prebivalcev po letih | Pregled števila prebivalcev po letih | Pregled števila prebivalcev po letih | Pregled števila prebivalcev po letih | Pregled števila prebivalcev po letih | Pregled števila prebivalcev po letih | Pregled števila prebivalcev po letih | Pregled števila prebivalcev po letih | Pregled števila prebivalcev po letih | Pregled števila prebivalcev po letih | Pregled števila prebivalcev po letih | Pregled števila prebivalcev po letih | Pregled števila prebivalcev po letih |
| ------------------------------------ | ------------------------------------ | ------------------------------------ | ------------------------------------ | ------------------------------------ | ------------------------------------ | ------------------------------------ | ------------------------------------ | ------------------------------------ | ------------------------------------ | ------------------------------------ | ------------------------------------ | ------------------------------------ | ------------------------------------ | ------------------------------------ | ------------------------------------ |
| 1857                                 | 1869                                 | 1880                                 | 1890                                 | 1900                                 | 1910                                 | 1921                                 | 1931                                 | 1948                                 | 1953                                 | 1961                                 | 1971                                 | 1981                                 | 1991                                 | 2001                                 | 2011                                 |
| 2.154                                | 2.554                                | 2.836                                | 3.228                                | 3.891                                | 4.557                                | 4.531                                | 4.884                                | 5.263                                | 5.217                                | 5.157                                | 5.021                                | 5.177                                | 5.512                                | 6.098                                | 6.632                                |